# Werner Bokermann
Werner Carlos Augusto Bokermann (* 4. Juli 1929 in Botucatu, São Paulo; † 1. April 1995 in São Paulo) war ein brasilianischer Zoologe. Seine Forschungsschwerpunkte waren Vögel und Froschlurche.

## Leben
Nach dem Abschluss der Sekundarschule in Botucatu ging Bokermann 1947 nach São Paulo und erhielt eine Assistentenstelle in der Abteilung für Zoologie im Secretaria de Agricultura e Abastecimento. Durch den Einfluss von Hélío Ferraz de Almeida Camargo (1922–2006), Leiter des Sekretariats und bekannter Ornithologe, arbeitete Bokermann ab 1950 in der herpetologischen Abteilung, dem Kompetenzbereich von Paulo Vanzolini (1924–2013), ein Experte für brasilianische Reptilien. Bokermann wurde zum Kurator für Froschlurche ernannt und hielt diese Position bis 1993 inne. Er betrieb ausgedehnte Froschstudien und verfasste darüber 83 wissenschaftliche Papiere.
Bokermanns Augenmerk galt vornehmlich der Taxonomie. Er beschrieb 70 neue Arten innerhalb der Familien Hylidae, Leptodactylidae, Bufonidae, Dendrobatidae und Microhylidae. 1963 arbeitete er mit der Zoologin Bertha Lutz (1884–1976) zusammen. Elf weitere Studien (1973–1982, 1983) betrieb er in Zusammenarbeit mit seinem Schüler Ivan Sazima.
Bokermann beschrieb anfangs die Froschlurchsammlung des Instituto de Biociências. Ab 1956 widmete er sich seiner privaten Sammlung, die er in seinem Haus aufbewahrte. Letztere wurde durch extensive Feldarbeit im gesamten Land sowie durch Austausch mit Museen aufgebaut. Von 1967 bis 1968 erhielt Bokermann ein Guggenheim-Stipendium, um die Froschsammlungen in kolumbianischen, ecuadorianischen und US-amerikanischen Museen zu studieren.
1969 wurden die Sammlungen aus der Abteilung für Zoologie in das neue Museu de Zoologia der Universität São Paulo transferiert. Bokermann war jedoch dem Instituto de Biociências zugeteilt. Gleichzeitig nahm er eine Stelle im Fundação Parque Zoológico de São Paulo an, wo er in der Vogelabteilung arbeitete. 1984 wurde er Leiter dieser Abteilung. Nach 1970 konzentrierte sich Bokermanns Arbeit immer mehr auf den Zoo und die Ornithologie. Daneben war in der Amphibienabteilung des Zoos und seines Museums involviert. Besonderes Interesse hatte er am Nestbau und am Vogelschutz.
1977 verließ Bokermann das Instituto de Biociências und schrieb sich an der Faculdade Farias Brito in Guarulhos (São Paulo) ein, wo er 1978 graduierte. Von 1980 bis 1981 führte er ein postgraduelles Studium an der Universität São Paulo durch. 1991, im Alter von 61 Jahren, schrieb er über den Grausteißtinamu (Tinamus solitarius) seine Doktorarbeit. Der Großteil von Bokermanns Veröffentlichungen nach 1977 war über Vögel.
Bei seinen Froschlurchbeschreibungen legte Bokermann besonderes Augenmerk auf die Kaulquappen. Daneben war er einer der ersten, der bei den Beschreibungen neuer Arten das Sonagramm des Rufes darstellte. Neben Sazima bildete Bokermann eine Reihe neuer Herpetologen in Brasilien aus, darunter Adâo Cardoso, Célio F. Haddard und José Pombal Júnior. Dabei nahm er regelmäßig an den Prüfungen der Master- und Doktoratsstudenten in Herpetologie und Ornithologie an den Universitäten der Region São Paulo teil.
Bokermann trug eine beachtliche Privatsammlung von Froschlurchen zusammen, die über 40.000 Präparate umfasst. Diese befindet sich im Museu de Zoologia der Universität São Paulo.

## Dedikationsnamen
Bokermann wurde unter anderem mit folgenden Taxa geehrt: Simpsonichthys bokermanni, Lonchophylla bokermanni, Dendropsophus bokermanni, Phrynomedusa bokermanni, Aparasphenodon bokermanni, Caecilia bokermanni, Pterolebias bokermanni, Neobidessus bokermanni, Protometer bokermanni und Canthidium bokermanni. Daneben trägt der seltene Weißbauchpipra (Antilophia bokermanni) seinen Namen.